# Paulina Ramanauskaitė
Paulina Ramanauskaitė (ur. 27 stycznia 2003 w Kownie) – litewska łyżwiarka figurowa, startująca w parach tanecznych z Deividasem Kizalą. Uczestniczka igrzysk olimpijskich (2022), uczestniczka mistrzostw Europy i zawodów z cyklu Challenger Series, mistrzyni (2019 w konkurencji solistek) i dwukrotna wicemistrzyni Litwy (2020, 2022) w parach tanecznych.

## Osiągnięcia

### Pary taneczne

#### Z Deividasem Kizalą
| Zawody                      | 19–20          | 20–21          | 21–22          | 22–23          | 23–24          |                |                |                |                |                |                |                |                |                |                |                |                |
| Międzynarodowe              | Międzynarodowe | Międzynarodowe | Międzynarodowe | Międzynarodowe | Międzynarodowe | Międzynarodowe | Międzynarodowe | Międzynarodowe | Międzynarodowe | Międzynarodowe | Międzynarodowe | Międzynarodowe | Międzynarodowe | Międzynarodowe | Międzynarodowe | Międzynarodowe | Międzynarodowe |
| --------------------------- | -------------- | -------------- | -------------- | -------------- | -------------- | -------------- | -------------- | -------------- | -------------- | -------------- | -------------- | -------------- | -------------- | -------------- | -------------- | -------------- | -------------- |
| Zimowe igrzyska olimpijskie |                |                | 23             |                |                |                |                |                |                |                |                |                |                |                |                |                |                |
| Mistrzostwa świata          |                |                |                | 26             | 31             |                |                |                |                |                |                |                |                |                |                |                |                |
| Mistrzostwa Europy          |                |                |                | 17             | 16             |                |                |                |                |                |                |                |                |                |                |                |                |
| CS Finlandia Trophy         |                |                | 15             | 8              |                |                |                |                |                |                |                |                |                |                |                |                |                |
| CS Lombardia Trophy         |                |                | WD             | 9              |                |                |                |                |                |                |                |                |                |                |                |                |                |
| CS Memoriał Ondreja Nepeli  |                |                |                |                | 14             |                |                |                |                |                |                |                |                |                |                |                |                |
| CS Warsaw Cup               |                |                | 19             |                |                |                |                |                |                |                |                |                |                |                |                |                |                |
| Zimowa uniwersajda          |                |                |                | 11             |                |                |                |                |                |                |                |                |                |                |                |                |                |
| Krajowe                     |                |                |                |                |                |                |                |                |                |                |                |                |                |                |                |                |                |
| Mistrzostwa Litwy           | 2              |                | 2              |                |                |                |                |                |                |                |                |                |                |                |                |                |                |

### Solistki
| Zawody                                | 17–18          | 18–19          | 19–20          |                |                |                |                |                |                |                |                |                |                |                |                |                |                |
| Międzynarodowe                        | Międzynarodowe | Międzynarodowe | Międzynarodowe | Międzynarodowe | Międzynarodowe | Międzynarodowe | Międzynarodowe | Międzynarodowe | Międzynarodowe | Międzynarodowe | Międzynarodowe | Międzynarodowe | Międzynarodowe | Międzynarodowe | Międzynarodowe | Międzynarodowe | Międzynarodowe |
| ------------------------------------- | -------------- | -------------- | -------------- | -------------- | -------------- | -------------- | -------------- | -------------- | -------------- | -------------- | -------------- | -------------- | -------------- | -------------- | -------------- | -------------- | -------------- |
| Mistrzostwa Europy                    | 32             |                |                |                |                |                |                |                |                |                |                |                |                |                |                |                |                |
| CS Golden Spin of Zagreb              |                | 14             |                |                |                |                |                |                |                |                |                |                |                |                |                |                |                |
| Międzynarodowe: Kategorie młodzieżowe |                |                |                |                |                |                |                |                |                |                |                |                |                |                |                |                |                |
| Mistrzostwa świata juniorów           | 43             | 41             |                |                |                |                |                |                |                |                |                |                |                |                |                |                |                |
| JGP na Białorusi                      | 25             |                |                |                |                |                |                |                |                |                |                |                |                |                |                |                |                |
| JGP w Polsce                          | 16             | 9              | 28             |                |                |                |                |                |                |                |                |                |                |                |                |                |                |
| JGP w Słowenii                        |                | 12             |                |                |                |                |                |                |                |                |                |                |                |                |                |                |                |
| NRW Summer Trophy                     |                | 2 J            |                |                |                |                |                |                |                |                |                |                |                |                |                |                |                |
| Challenge Cup                         |                | 7 J            |                |                |                |                |                |                |                |                |                |                |                |                |                |                |                |
| Bavarian Open                         |                | 17 J           |                |                |                |                |                |                |                |                |                |                |                |                |                |                |                |
| Volvo Open Cup                        | 6 J            |                |                |                |                |                |                |                |                |                |                |                |                |                |                |                |                |
| Minsk-Arena Ice Star                  | 4 J            |                |                |                |                |                |                |                |                |                |                |                |                |                |                |                |                |
| Krajowe                               |                |                |                |                |                |                |                |                |                |                |                |                |                |                |                |                |                |
| Mistrzostwa Litwy                     |                | 1              |                |                |                |                |                |                |                |                |                |                |                |                |                |                |                |